# Renault 10

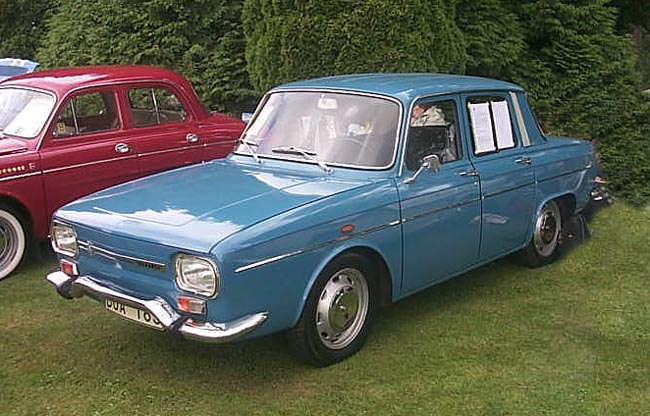

Renault 10 är en bilmodell som tillverkades mellan 1966 och 1972. Den baserades på Renault 8 och har 12 cm längre nos. Bilen hade svansmotor, liksom Renault 8.
Den 1969 presenterade Renault 12 ersatte 10 när denna togs ur produktion.